# Вохоново (усадьба)
Усадьба Вохоново — старинная русская мыза XVIII—XIX веков, в разное время принадлежавшая таким дворянским фамилиями как Кошелевы, Крейдеман, Платоновы. Расположена в Гатчинском муниципальном округе Ленинградской области, в одноимённой деревне Вохоново.

## История
Первым владельцем этих земель (1747 года) считается обер-шталмейстер императорского двора Родион Кошелев. В 1760 году поместье унаследовал его сын Александр, при котором возникла первая усадьба. Она состояла из нескольких деревянных строений, обнесённых земляным валом.
В 1782 году новым владельцем усадьбы стал вице-президент Юстиц-коллегии Лифляндских, Эстляндских и Финляндских дел Фридрих (Фёдор Иванович) Крейдеман. Сам он описывал эти земли так: «мыза с деревней на суходоле, земля иловатая, хлеб и покосы посредственные».
В 1830 году Вохоново перешло во владение Александра Платоновича Платонова, внебрачного сына екатерининского фаворита Платона Зубова. В 1838 году Александр вышел в отставку майором, после чего занялся благоустройством своей усадьбы и сельским хозяйством. Он велел построить на холме деревянный усадебный дом, а неподалёку — служебные постройки (скотный двор, амбар, кузницу). На двух естественных террасах, спускающихся от дома в сторону деревни, разбили два пейзажных парка — Верхний и Нижний. В Нижнем парке посадили дубовые, лиственные, липовые, кленовые аллеи, вырыли три пруда с искусственным островом на одном из них. От усадьбы в сторону Гатчины шла мощёная камнем дорога.
В 1884 году Платонов отдал часть усадебной земли Мариинскому Вохоновскому монастырю, там был позже похоронен в 1894 году. Вохоново досталось по наследству Наталье, дочери Александра Платоновича. Тогда же она выделила помещение и лес под обустройство земской народной школы.
Усадьба пострадала во время революции 1917 года и Гражданской войны. Деревня дважды оказывалась в руках белогвардейцев. У железнодорожной платформы Елизаветино была расстреляна красноармейцами Наталья Платонова. Сам усадебный дом после был разобран.
В советское время в хозяйственных постройках размещались мастерские по ремонту колхозной техники. Верхний парк был уничтожен в 1950-х годах, когда отсюда брали песок для строительных нужд.